# غزوة بدر
غَزْوَةُ بَدْرٍ (وتُسمى أيضاً غزوة بدر الكبرى وبدر القتال ويوم الفرقان) هي غزوة وقعت في السابع عشر من رمضان في العام الثاني من الهجرة (الموافق 13 مارس 624م) بين المسلمين بقيادة الرسول محمد ﷺ، وقبيلة قريش ومن حالفها من العرب بقيادة عمرو بن هشام المخزومي القرشي. وتُعد غزوةُ بدر أولَ معركةٍ من معارك الإسلام الفاصلة، وقد سُميت بهذا الاسم نسبةً إلى منطقة بدر التي وقعت المعركة فيها، وبدر بئرٌ مشهورةٌ تقع بين مكة والمدينة المنورة.
بدأت المعركة بمحاولة المسلمين اعتراضَ عيرٍ لقريشٍ متوجهةٍ من الشام إلى مكة يقودها أبو سفيان بن حرب، ولكن أبا سفيان تمكن من الفرار بالقافلة، وأرسل رسولًا إلى قريش يطلب عونهم ونجدتهم، فاستجابت قريشٌ وخرجت لقتال المسلمين. كان عددُ المسلمين في غزوة بدر ثلاثمائة وبضعة عشر رجلًا، معهم فَرَسان وسبعون جملًا، وكان تعدادُ جيش قريش ألفَ رجلٍ معهم مئتا فرس، أي كانوا يشكِّلون ثلاثة أضعاف جيش المسلمين من حيث العدد تقريبًا. وانتهت غزوة بدر بانتصار المسلمين على قريش وقتل قائدهم عمرو بن هشام، وكان عدد من قُتل من قريش في غزوة بدر سبعين رجلًا وأُسر منهم سبعون آخرون، أما المسلمون فلم يُقتل منهم سوى أربعة عشر رجلًا، ستة منهم من المهاجرين وثمانية من الأنصار. تمخَّضت عن غزوة بدر عدة نتائج نافعةٍ بالنسبة للمسلمين، منها أنهم أصبحوا مهابين في المدينة وما جاورها، وأصبح لدولتهم مصدرٌ جديدٌ للدخل وهو غنائم المعارك، وبذلك تحسّن حالُ المسلمين الماديّ والاقتصاديّ والمعنويّ.

## قبل المعركة

### سبب المعركة
خرج الرسول محمد في شهري جمادى الأولى وجمادى الآخرة سنة 2 هـ في مائة وخمسين أو مئتين من المهاجرين لاعتراض عير لقريش ذاهبة من مكة إلى الشام، فلما وصل مكاناً يُسمى «ذا العشيرة» وجد العير قد فاتته بأيام فصالح بها بني مدلج وحلفاءهم من بني ضمرة وكلهم من قبيلة كنانة. فلما اقترب رجوع العير من الشام إلى مكة، بعث الرسول محمدٌ طلحة بن عبيد الله وسعيد بن زيد إلى الشَّمال ليقوما باكتشاف خبرها، فوصلا إلى منطقة تسمى الحوراء، ومكثا حتى مر بهما أبو سفيان بن حرب بالعير، فأسرعا إلى المدينة وأخبرا الرسول محمداً بالخبر. وقد كانت هذه العير قافلةً تجاريةً كبيرةً قادمةً من الشام تحمل أموالاً عظيمةً لقريش، وكان يقودها أبو سفيان، ويقوم على حراستها بين ثلاثين وأربعين رجلاً.
لقد أرسل الرسول محمدٌ بَسْبَس بن عمرو ليقوم بجمع المعلومات عن القافلة، فلما عاد بسبس بالخبر اليقين، ندب الرسول محمدٌ أصحابه للخروج وقال لهم: «هذه عير قريش فيها أموالهم فاخرجوا إليها لعل الله ينفلكموها»، ولكن الرسول محمداً لم يعزم على أحد بالخروج، لأنه لم يكن يتوقع عند هذا الخروج أنه خارج للقتال في معركة مع قريش، ولذلك تخلَّف كثير من الصحابة في المدينة، ولم يُنكِر على أحد تخلفه في هذه الغزوة، ومن المؤكد أنه حين خرج الرسول محمد من المدينة لم يكن في نيته قتال، وإنما كان قصده عيرَ قريشٍ التي كانت فيها أموالٌ كان جزءٌ منها للمهاجرين المسلمين من أهل مكة، وقد استولت عليها قريش ظلمًا وعدوانًا.

### خروج المسلمين من المدينة المنورة
خرج الرسول محمدٌ والمسلمون من المدينة المنورة في اليوم الثاني عشر من شهر رمضان في السنة الثانية للهجرة، وعندما خرج المسلمون إلى بدر كلّف الرسولُ عبدَ الله بنَ أم مكتوم بالصلاة بالناس في المدينة المنورة، ثم أعاد أبا لبابة الأنصاري من منطقة تسمى الروحاء إلى المدينة وعيَّنه أميرًا عليها. وأرسل الرسول اثنين من أصحابه إلى بدر، وهما عدي بن أبي الزغباء الجهني وبسبس بن عمرو الجهني طليعةً للتعرف على أخبار القافلة، فرجعا إليه بخبرها.
وقد كان عددُ الصحابة الذين رافقوا الرسول محمداً في غزوته هذه إلى بدر بضعةَ عشر وثلاثمئة رجل، وقيل بأنهم ثلاثمئة وتسعة عشرة رجلاً، وقيل أن عدد الصحابة البدريين ثلاثمئة وأربعون صحابياً، وقيل هم ثلاثمئة وثلاثة عشر أو أربعة عشر أو سبعة عشر، واحد وستون منهم من الأوس، ومئة وسبعون من الخزرج، والباقي من المهاجرين. وكانت قوات المسلمين في غزوة بدر لا تمثل القدرة العسكرية القصوى للدولة الإسلامية، ذلك أنهم إنما خرجوا لاعتراض قافلة واحتوائها، ولم يكونوا يعلمون أنهم سوف يواجهون قوات قريش وأحلافها مجتمعة للحرب. فلم يكن معهم إلا فَرَسان، فرس للزبير بن العوام، وفرس للمقداد بن الأسود الكندي، وكان معهم سبعون بعيراً، ونظراً لقلة عدد البعير مقارنة بعدد المسلمين، فإن المسلمين كانوا يتناوبون ركوب البعير، قال ابن مسعود: كنا يوم بدر كل ثلاثة على بعير، كان أبو لبابة وعلي بن أبي طالب زميلَي رسول الله ﷺ، وكانت عقبة رسول الله، فقالا: «نحن نمشي عنك»، فقال: «ما أنتما بأقوى مني، ولا أنا بأغنى عن الأجر منكما».
وقد كتم النبي خبر الجهة التي يقصدها عندما أراد الخروج إلى بدر، حيث قال: «إن لنا طلبةً فمن كان ظهره حاضرًا فليركب معنا». وبعد خروج المسلمين من المدينة في طريقهم إلى ملاقاة عير أبي سفيان، وصلوا إلى منطقة تُسمى «بيوت السقيا» خارج المدينة، فعسكر فيها المسلمون، واستعرض الرسول محمدٌ من خرج معه فَرَدَّ من ليس له قدرة على المضي والقتال من جيش المسلمين، ومنهم البراء بن عازب، وعبد الله بن عمر لصغرهما، وكانا قد خرجا مع جيش المسلمين راغبين وعازمين على الاشتراك في الجهاد.
ودفع الرسولُ محمدٌ لواءَ القيادة العامة إلى مصعب بن عمير العبدري القرشي، وكان هذا اللواء أبيض اللون، وقسم جيشه إلى كتيبتين: كتيبة المهاجرين، وأعطى علمها علي بن أبي طالب، وكتيبة الأنصار، وأعطى علمها سعداً بن معاذ، وجعل على قيادة الميمنة الزبير بن العوام، وعلى الميسرة المقداد بن عمرو -وكانا هما الفارسين الوحيدين في الجيش- وجعل على الساقة قيس بن أبي صعصعة، وظلت القيادة العامة في يده هو.
وفي أثناء سير الرسول محمدٍ وصحبه، التحق أحد المشركين راغبًا بالقتال مع قومه، فردّه الرسول وقال: «ارجع فلن أستعين بمشرك»، وكرّر الرجل المحاولة فرفض الرسولُ حتى أسلم الرجل والتحق بالمسلمين.

### خروج قريش من مكة
بلغ أبا سفيانَ خبرُ مسير الرسول محمدٍ بأصحابه من المدينة المنورة بقصد اعتراض قافلته واحتوائها، فبادر إلى تحويل مسارها إلى طريق الساحل، كما أرسل ضمضم بن عمرو الغفاري الكناني إلى قريش ليستنفرهم لإنقاذ أموالهم وليخبرهم أن النبي محمداً عرض لها في أصحابه، فقد كان أبو سفيان يتلقط أخبار المسلمين ويسأل عن تحركاتهم، بل يتحسس أخبارهم بنفسه، فقد تقدم إلى بدر بنفسه، وسأل من كان هناك: «هل رأيتم من أحد؟»، قالوا: «لا، إلا رجلين»، قال: «أروني مناخ ركابهما»، فأروه، فأخذ البعر ففته فإذا هو فيه النوى، فقال: «هذا والله علائف يثرب»، فقد استطاع أن يعرف تحركات عدوه، حتى خبر السرية الاستطلاعية عن طريق غذاء دوابها، بفحصه البعر الذي خلفته الإبل، إذ عرف أن الرجلين من المدينة أي من المسلمين، وبالتالي فقافلته في خطر، فأرسل ضمضم بن عمرو الغفاري الكناني إلى قريش وغيَّر طريق القافلة، واتجه نحو ساحل بحر القلزم (البحر الأحمر حالياً).
وصل ضمضم بن عمرو الغفاري إلى مكة، وقد حول رحله وجدع أنف بعيره، وشق قميصه من قُبُل ومن دُبُر، ودخل مكة وهو ينادي بأعلى صوته: «يا معشر قريش، اللطيمةَ، اللطيمةَ، أموالكم مع أبي سفيان قد عرض لها محمد في أصحابه، لا أرى أن تدركوها، الغوثَ، الغوثَ». فتحفز الناس سراعاً، وقالوا: «أيظن محمد وأصحابه أن تكون كعير ابن الحضرمي؟ كلا، والله ليعلمن غير ذلك»، فكانوا بين رجلين: إما خارج، وإما باعث مكانه رجلاً، وأوعبوا في الخروج، فلم يتخلف من أشرافهم أحد سوى أبي لهب بن عبد المطلب الهاشمي القرشي، فإنه عوض عنه رجلاً كان له عليه دَين، ولم يتخلف عنهم أحد من بطون قريش إلا بني عدي، فلم يخرج منهم أحد.
ولما فرغوا من جهازهم وأجمعوا على المسير تذكرت قريش ما كان بينهم وبين بني بكر بن عبد مناة بن كنانة من الحرب، وكاد ذلك أن يثنيهم عن الخروج وقالوا: «إنا نخشى أن يأتونا من خلفنا»، وكانت الحرب بين قريش وبني بكر بن عبد مناة لدماء بينهم، ويعتقد المسلمون أن إبليس تمثل لهم على صورة سراقة بن مالك المدلجي الكناني، وكان سراقة أحد أشراف كنانة، وقال لهم: «لا غالب لكم اليوم من الناس وأنا جار لكم من أن تأتيكم كنانة بشيء تكرهونه»، فخرجوا سراعاً. وقد نزل قول الله تعالى في القرآن يصف هذه الحادثة: ﴿وَإِذْ زَيَّنَ لَهُمُ الشَّيْطَانُ أَعْمَالَهُمْ وَقَالَ لَا غَالِبَ لَكُمُ الْيَوْمَ مِنَ النَّاسِ وَإِنِّي جَارٌ لَكُمْ فَلَمَّا تَرَاءَتِ الْفِئَتَانِ نَكَصَ عَلَى عَقِبَيْهِ وَقَالَ إِنِّي بَرِيءٌ مِنْكُمْ إِنِّي أَرَى مَا لَا تَرَوْنَ إِنِّي أَخَافُ اللَّهَ وَاللَّهُ شَدِيدُ الْعِقَابِ ۝٤٨﴾.
وكان قوام جيش قريش نحو ألف وثلاثمئة مقاتل في بداية سيره، وكان معه مئة فرس وستمئة درع، وجِمال كثيرة لا يُعرف عددُها بالضبط، وكان قائده العام أبا جهل وهو عمرو بن هشام المخزومي القرشي، وكان القائمون بتموينه تسعة رجال من أشراف قريش، فكانوا ينحرون يوماً تسعاً ويوماً عشراً من الإبل. وقيل أن عدد جيش قريش كان ألفاً، وكان معهم مئتا فرس يقودونها إلى جانب جمالهم، ومعهم القيان يضربون بالدفوف، ويغنين بهجاء المسلمين.
وعندما تأكد أبو سفيان من سلامة القافلة أرسل إلى زعماء قريش وهو بالجحفة برسالة أخبرهم فيها بنجاته والقافلة، وطلب منهم العودة إلى مكة، إلا أن أبا جهل قام فقال: «والله لا نرجع حتى نرد بدراً، فنقيم بها ثلاثاً فننحر الجزور، ونطعم الطعام، ونسقي الخمر، وتعزف لنا القيان، وتسمع بنا العرب وبمسيرنا وجمعنا، فلا يزالون يهابوننا أبداً»، ولكنَّ بني زهرة عصوه وانشقوا عن الجيش وعادوا إلى مكة، وكانت بنو عدي قبلهم قد تخلفت عن الخروج، أما غالبية قوات قريش وأحلافهم فقد تقدمت حتى وصلت بدرًا.

### وصول خبر خروج قريش للمسلمين
لما بلغ الرسولَ محمداً خبرُ نجاة القافلة وإصرار زعماء مكة على قتال المسلمين استشار أصحابَه في الأمر، وحينئذ تزعزعت قلوب فريق من الناس، وخافوا اللقاء الدامي، فنزلت فيهم آيات من سورة الأنفال تصف أمرهم: ﴿كَمَا أَخْرَجَكَ رَبُّكَ مِنْ بَيْتِكَ بِالْحَقِّ وَإِنَّ فَرِيقًا مِنَ الْمُؤْمِنِينَ لَكَارِهُونَ ۝٥ يُجَادِلُونَكَ فِي الْحَقِّ بَعْدَ مَا تَبَيَّنَ كَأَنَّمَا يُسَاقُونَ إِلَى الْمَوْتِ وَهُمْ يَنْظُرُونَ ۝٦ وَإِذْ يَعِدُكُمُ اللَّهُ إِحْدَى الطَّائِفَتَيْنِ أَنَّهَا لَكُمْ وَتَوَدُّونَ أَنَّ غَيْرَ ذَاتِ الشَّوْكَةِ تَكُونُ لَكُمْ وَيُرِيدُ اللَّهُ أَنْ يُحِقَّ الْحَقَّ بِكَلِمَاتِهِ وَيَقْطَعَ دَابِرَ الْكَافِرِينَ ۝٧ لِيُحِقَّ الْحَقَّ وَيُبْطِلَ الْبَاطِلَ وَلَوْ كَرِهَ الْمُجْرِمُونَ ۝٨﴾. وقد أجمع قادة المهاجرين على تأييد فكرة التقدم لملاقاة العدو، ومنهم أبو بكر وعمر بن الخطاب والمقداد بن الأسود، فقد قال المقداد بن الأسود (وهو من الصحابة المهاجرين) للرسول محمد: «يا رسول الله، لا نقول لك كما قالت بنو إسرائيل لموسى: ﴿قَالُوا يَا مُوسَى إِنَّا لَنْ نَدْخُلَهَا أَبَدًا مَا دَامُوا فِيهَا فَاذْهَبْ أَنْتَ وَرَبُّكَ فَقَاتِلَا إِنَّا هَاهُنَا قَاعِدُونَ ۝٢٤﴾ ولكن امضِ ونحن معك».، وفي رواية أخرى عن عبد الله بن مسعود قال:
إلا أن هؤلاء القادة الثلاثة الذين تكلموا كانوا من المهاجرين، وهم أقلية في الجيش، فأحب الرسول محمد أن يعرف رأي قادة الأنصار، لأنهم كانوا يمثلون أغلبية الجيش، ولأن بيعة العقبة الثانية لم تكن في ظاهرها مُلزمةً لهم بحماية الرسول محمد خارج المدينة، فقال: «أشيروا عليَّ أيها الناس»، وقد أدرك الصحابي الأنصاري سعد بن معاذ (وهو حاملُ لواء الأنصار) مقصد الرسول من ذلك، فنهض قائلاً: «والله لكأنك تريدنا يا رسول الله»، فقال الرسول محمد: «أجل»، قال:
| غزوة بدر | لقد آمنا بك وصدقناك، وشهدنا أن ما جئت به هو الحق، وأعطيناك على ذلك عهودنا ومواثيقنا على السمع والطاعة، فامض يا رسول الله لما أردت، فوالذي بعثك بالحق لو استعرضت بنا هذا البحر فخضته لخضناه معك، ما تخلف منا رجل واحد، وما نكره أن تلقى بنا عدونا غدًا، إنا لصَبْر في الحرب، صِدْق عند اللقاء، ولعل الله يريك منا ما تقر به عينك فسر على بركة الله". | غزوة بدر |

وقام سعد بن عبادة، فقال: «إيانا تريد يا رسول الله، والذي نفسي بيده، لو أمرتنا أن نخيضها البحر لأخضناها، ولو أمرتنا أن نضرب أكبادها إلى برك الغماد لفعلنا»، فقال الرسول محمد: «سيروا وأبشروا فإن الله تعالى قد وعدني إحدى الطائفتين، والله لكأني أنظر إلى مصارع القوم».

## المعركة

### مسير المسلمين إلى بدر
| «اغزوا باسم الله في سبيل الله، قاتلوا من كفر بالله، اغزوا ولا تغلوا ولا تغدروا ولا تمثّلوا ولا تقتلوا وليدًا.» |
| —الرسول محمد بن عبد الله                                                                                     |

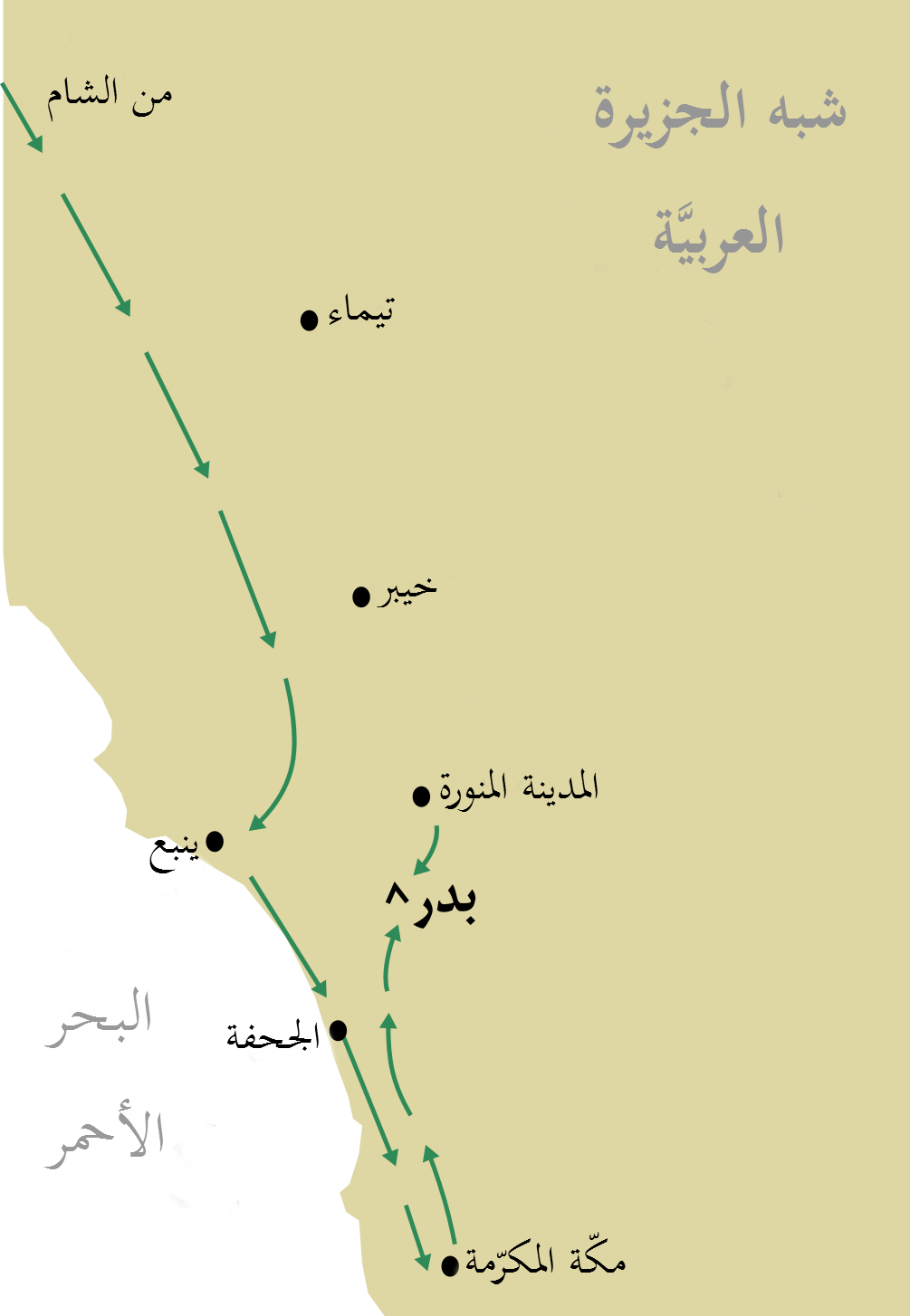
خارطة تُظهر مسير الجمعين إلى بدر

ارتحل الرسول محمدٌ من «ذفران» فسلك على ثناياً يقال لها الأصافر، ثم انحط إلى بلد يقال لها الدبة وترك الحنان بيمين وهو كثيب كالجبل العظيم، ثم نزل قريباً من بدر، فركب هو وأبو بكر الصديق حتى وقفا على شيخ من العرب يقال له سفيان الضمري الكناني، فسأله عن قريش، وعن محمد وأصحابه، وما بلغه عنهم، فقال الشيخ: «لا أخبركما حتى تخبراني ممن أنتما؟»، فقال له الرسول محمد: «إذا أخبرتنا أخبرناك»، قال: «أذاك بذاك؟»، قال: «نعم»، قال الشيخ: «فإنه بلغني أن محمداً وأصحابه خرجوا يوم كذا وكذا، فإن كان صدق الذي أخبرني، فهم اليوم بمكان كذا وكذا (للمكان الذي فيه الرسول محمد)، وبلغني أن قريشاً خرجوا يوم كذا وكذا، فإن كان الذي أخبرني صدقني فهم اليوم بمكان كذا وكذا (للمكان الذي فيه قريش)»، فلما فرغ من خبره قال: «ممن أنتما؟»، فقال له الرسول محمد: « نحن من ماء»، ثم انصرف عنه والشيخ يقول: «ما من ماء، أمن ماء العراق؟».
ونظم الرسولُ محمدٌ جنده بعد أن رأى طاعة الصحابة وشجاعتهم واجتماعهم على القتال، وعقد اللواء الأبيض وسلَّمه إلى مصعب بن عمير، وأعطى رايتين سوداوين إلى سعد بن معاذ وعلي بن أبي طالب، وجعل على الساقة قيساً بن أبي صعصعة، وأرسل عليًّا بن أبي طالب والزّبيرَ بن العوام وسعداً بن أبي وقاص في نفر من أصحابه إلى ماء بدر، ليأتوا له بالأخبار عن جيش قريش، فوجدوا غلامين لقريش يستقيان للجيش، فأتوا بهما إلى الرسول محمد وهو يصلي، فسألوهما، فقالا: «نحن سقاة قريش؛ بعثونا لنسقيهم من الماء»، فكره القوم خبرهما، ورجوا أن يكونا لأبي سفيان، فضربوهما، فلما أذلقوهما قالا: «نحن لأبي سفيان»، فتركوهما، وركع الرسول، وسجد سجدتين، ثم سلَّم، فقال: «إذا صدقاكم ضربتموهما وإذا كذباكم تركتموهما! صدقا والله، إنهما لقريش»، وقال لهما: «أخبراني عن جيش قريش»، فقالا: «هم وراء هذا الكثيب الذي ترى بالعدوة القصوى»، فقال لهما: «كم القوم؟»، قالا: «كثير»، قال: «ما عدتهم؟»، قالا: «لا ندري»، قال: «كم ينحرون كل يوم؟»، قالا: «يومًا تسعًا ويومًا عشرًا»، فقال الرسول محمد: «القوم ما بين التسعمائة والألف»، ثم قال لهما: «فمن فيهم من أشراف قريش؟»، فذكرا عتبة بن ربيعة، وشيبة بن ربيعة، وأبا جهل بن هشام، وأمية بن خلف، وأبا البختري بن هشام، وحكيم بن حزام، ونوفل بن خويلد، والحارث بن عامر بن نوفل، وطعيمة بن عدي بن نوفل، والنضر بن الحارث بن كلدة، وزمعة بن الأسود، ونبيه بن الحجاج، ومنبه بن الحجاج، وسهيل بن عمرو، وعمرو بن عبد ود، فأقبل الرسول إلى أصحابه قائلاً: «هذه مكة قد ألقت إليكم أفلاذ كبدها». وبعد أن جمع الرسول محمد المعلومات عن جيش قريش سار مسرعًا ومعه أصحابه إلى بدرٍ ليسبقوا قريشاً إلى مائها، وليَحُولوا بينهم وبين الاستيلاء عليه.

### وصول المسلمين إلى بدر والتخطيط للمعركة

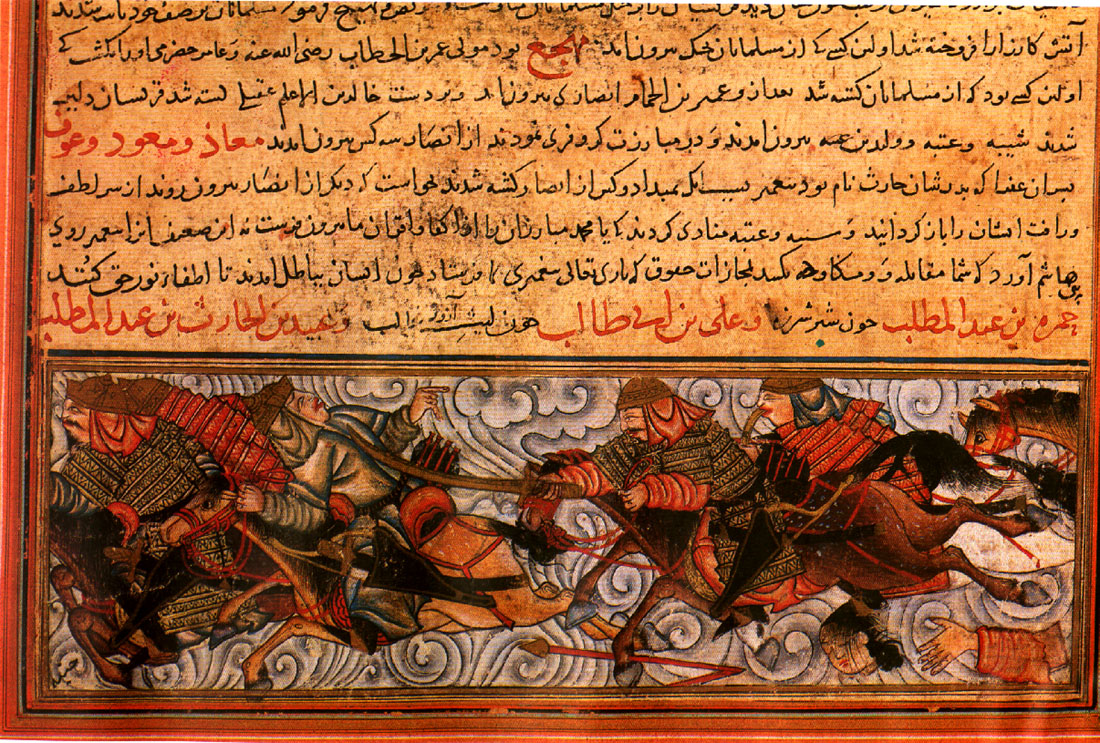
رسم فارسي يصور غزوة بدر

نزل الرسول محمد والمسلمون عند أدنى ماء من مياه بدر، فقال الحباب بن المنذر للرسول: «يا رسول الله، أرأيت هذا المنزل؟ أمنزلاً أنزلكه الله ليس لنا أن نتقدمه ولا نتأخر عنه؟ أم هو الرأي والحرب والمكيدة؟»، قال: «بل هو الرأي والحرب والمكيدة»، قال: «يا رسول الله فإن هذا ليس بمنزل، فانهض يا رسول الله بالناس حتى تأتي أدنى ماء من القوم فننزله ونغور ما وراءه من الآبار، ثم نبني عليه حوضًا فنملؤه ماءً ثم نقاتل القوم، فنشرب ولا يشربون»، فأخذ الرسول محمد برأيه ونهض بالجيش حتى أقرب ماء من العدو فنزل عليه، ثم صنعوا الحياض وغوروا ما عداها من الآبار.
وبعد نزول الرسول محمد والمسلمين على أدنى ماء بدر من قريش، اقترح سعد بن معاذ على الرسول بناء عريش له يكون مقرّاً لقيادته ويأمن فيه من العدو، وكان مما قاله سعد في اقتراحه: «يا نبي الله، ألا نبني لك عريشًا تكون فيه ثم نلقى عدونا، فإن أعزنا الله وأظهرنا على عدونا كان ذلك ما أحببنا، وإن كانت الأخرى جلست على ركائبك فلحقت بمن وراءنا، فقد تخلف عنك أقوام، يا نبي الله، ما نحن بأشد لك حبًا منهم، ولو ظنوا أنك تلقى حربًا ما تخلفوا عنك، يمنعك الله بهم، ويناصحونك، ويجاهدون معك»، فأثنى عليه الرسول محمد خيرًا ودعا له بخير، ثم بنى المسلمون العريش للرسول محمد على تل مشرف على ساحة القتال، وكان معه فيه أبو بكر الصديق، وكانت ثلة من شباب الأنصار بقيادة سعد بن معاذ يحرسون عريش الرسول محمد. ثم بات المسلمون تلك الليلة، التي هي ليلة المعركة، ويعتقد المسلمون أن الله تعالى قد أنزل على المسلمين في تلك الليلةِ النعاسَ والطمأنينة، فقد جاء في سورة الأنفال: ﴿إِذْ يُغَشِّيكُمُ النُّعَاسَ أَمَنَةً مِنْهُ وَيُنَزِّلُ عَلَيْكُمْ مِنَ السَّمَاءِ مَاءً لِيُطَهِّرَكُمْ بِهِ وَيُذْهِبَ عَنْكُمْ رِجْزَ الشَّيْطَانِ وَلِيَرْبِطَ عَلَى قُلُوبِكُمْ وَيُثَبِّتَ بِهِ الْأَقْدَامَ ۝١١﴾. قال القرطبي: «وكان هذا النعاس في الليلة التي كان القتال من غدها، فكان النوم عجيبًا مع ما كان بين أيديهم من الأمر المهم، وكأن الله ربط جأشهم». أما الرسول محمد فقد ظل يصلي ويبكي حتى أصبح، قال علي بن أبي طالب: «ما كان فينا فارس يوم بدر غير المقداد على فرس أبلق، ولقد رأيتنا وما فينا إلا نائم، إلا رسول الله ﷺ تحت شجرة يصلي ويبكي حتى أصبح».
وبدأ الرسول بالتخطيط للمعركة، فصفَّ المسلمين فاستقبل المغرب وجعل الشمس خلفه فاستقبل أعداؤه الشمس، أي جعل الشمس في ظهر جيشه وفي وجه أعدائه حتى تؤذي أشعتها أبصارهم. كما أخذ يعدل الصفوف ويقوم بتسويتها لكي تكون مستقيمة متراصة، وبيده سهم لا ريش له يعدل به الصف، فرأى رجلاً اسمه سواد بن غزية، وقد خرج من الصف فضربه في بطنه، وقال له: «استوِ يا سواد»، فقال: «يا رسول الله أوجعتني، وقد بعثك الله بالحق والعدل فأقدني»، فكشف الرسول محمد عن بطنه وقال: «استقد»، فاعتنقه سواد فقبّل بطنه، فقال: «ما حملك على هذا يا سواد؟»، قال: «يا رسول الله حضر ما ترى فأردت أن يكون آخر العهد بك أن يمس جلدي جلدك»، فدعا له الرسول محمد بخير.
ثم بدأ الرسول بإصدار الأوامر والتوجيهات لجنده، ومنها أنه أمرهم برمي الأعداء إذا اقتربوا منهم، وليس وهم على بعد كبير، فقد قال: «إن دنا القوم منكم فانضحوهم بالنبل»، كما نهى عن سل السيوف إلى أن تتداخل الصفوف، قال: «ولا تسلوا السيوف حتى يغشوكم»، كما أمر الصحابةَ بالاقتصاد في الرمي، قال: «واسْتَبْقُوا نَبْلَكم».
وقد كان لتشجيع الرسول لأصحابه أثرٌ كبيرٌ في نفوسهم ومعنوياتهم، فقد كان يحثهم على القتال ويحرضهم عليه، ومن ذلك قوله لأصحابه: «قوموا إلى جنة عرضها السماوات والأرض»، فقال عمير بن الحمام الأنصاري: «يا رسول الله جنة عرضها السماوات والأرض؟»، قال: «نعم»، قال: «بخٍ بخٍ»، فقال الرسول محمد: «ما يحملك على قول: بخٍ بخٍ؟»، قال: «لا والله يا رسول الله، إلا رجاء أن أكون من أهلها»، قال: «فإنك من أهلها»، فأخرج تمرات من قرنه (جعبة النشاب) فجعل يأكل منه، ثم قال: «لئن أنا حييت حتى آكل تمراتي هذه إنها لحياة طويلة»، فرمى بما كان معه من التمر ثم قاتلهم حتى قُتل. ومن تشجيعه أيضاً أنه كان يبشر أصحابه بقتل صناديد قريش، ويحدد مكان قتلى كل واحد منهم، كما كان يبشر المسلمين بالنصر قبل بدء القتال فيقول: «أبشر أبا بكر»، ووقف يقول للصحابة: «والذي نفس محمد بيده لا يقاتلهم اليوم رجل فيقتل صابرًا محتسبًا مقبلاً غير مدبر إلا أدخله الله الجنة». وقد دعا الرسول للمسلمين بالنصر فقال: «اللهم هذه قريش قد أقبلت بخيلائها وفخرها تحادّك وتكذب رسولك، اللهم فنصرك الذي وعدتني».

### وصول قريش إلى بدر
قبل وصول قريش إلى بدر بعثت عمير بن وهب الجمحي، للتعرف على مدى قوة جيش المدينة، فدار عمير بفرسه حول العسكر، ثم رجع إليهم فقال: «ثلاثمئة رجل، يزيدون قليلاً أو ينقصون، ولكن أمهلوني حتى انظر أللقوم كمين أو مدد»، فضرب في الوادي حتى أبعد، فلم ير شيئاً، فرجع إليهم فقال: «ما وجدت شيئاً، ولكني قد رأيت يا معشر قريشٍ البلايا تحمل المنايا، نواضح يثرب تحمل الموت الناقع، قوم ليس معهم منعة ولا ملجأ إلا سيوفهم، والله ما أرى أن يُقتل رجلٌ منهم حتى يَقتلَ رجلاً منكم، فإذا أصابوا منكم أعدادكم، فما خير العيش بعد ذلك، فروا رأيكم»، ولكن أبا جهلٍ رفَضَ العودة إلى مكة بدون قتال وأصر على المضي لقتال المسلمين.
ولما وصل جيش مكة إلى بدر دب فيهم الخلاف وتزعزعت صفوفهم الداخلية، فعن ابن عباس أنه قال: لما نزل المسلمون وأقبل المشركون، نظر رسول الله ﷺ إلى عتبة بن ربيعة وهو على جمل أحمر، فقال: «إن يكن عند أحد من القوم خير فهو عند صاحب الجمل الأحمر، إن يطيعوه يرشدوا»، وكان عتبة يقول: «يا قوم أطيعوني في هؤلاء القوم فإنكم إن فعلتم لن يزال ذلك في قلوبكم، ينظر كل رجل إلى قاتل أخيه وقاتل أبيه، فاجعلوا حقها برأسي وارجعوا»، فقال أبو جهل: «انتفخ والله سحره (أي جَبُنَ) حين رأى محمدًا وأصحابه، إنما محمد وأصحابه أكلة جزور لو قد التقينا»، فقال عتبة: «ستعلم من الجبان المفسد لقومه، أما والله إني لأرى قومًا يضربونكم ضربًا، أما ترون كأن رؤوسهم الأفاعي وكأن وجههم السيوف». واستفتح أبو جهل في ذلك اليوم فقال: «اللهم أقطعُنا للرحم، وآتانا بما لا نعرفه، فأحنه الغداة، اللهم أينا كان أحب إليك وأرضى عندك فانصره اليوم»، فنزلت في ذلك الآية: ﴿إِنْ تَسْتَفْتِحُوا فَقَدْ جَاءَكُمُ الْفَتْحُ وَإِنْ تَنْتَهُوا فَهُوَ خَيْرٌ لَكُمْ وَإِنْ تَعُودُوا نَعُدْ وَلَنْ تُغْنِيَ عَنْكُمْ فِئَتُكُمْ شَيْئًا وَلَوْ كَثُرَتْ وَأَنَّ اللَّهَ مَعَ الْمُؤْمِنِينَ ۝١٩﴾.

### بداية المعركة

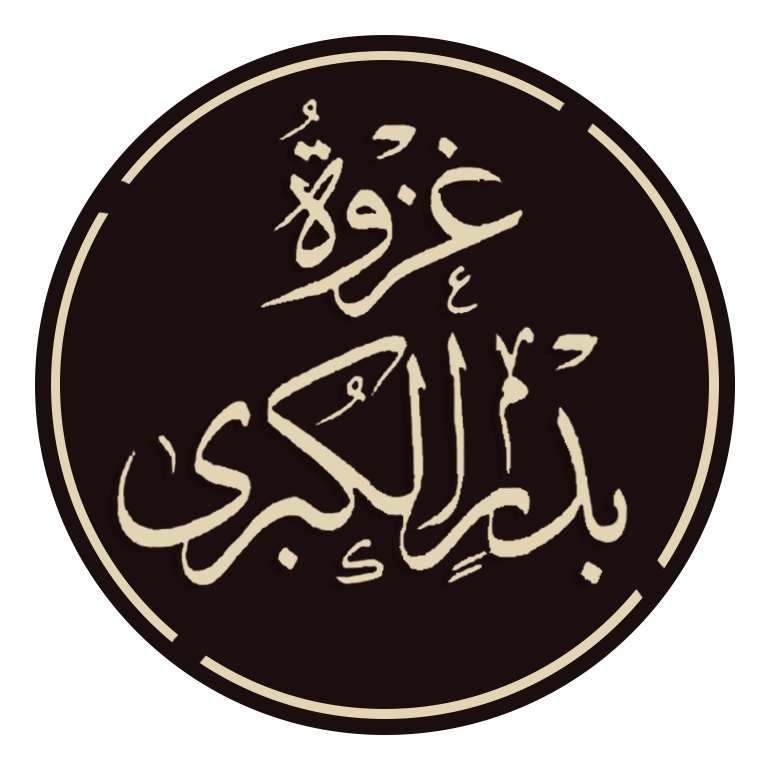
تخطيط غزوة بدر الكبرى.

بدأت المعركة بخروج رجل من جيش قريش هو الأسود بن عبد الأسد المخزومي قائلاً: «أعاهد الله لأشربن من حوضهم، أو لأهدمنه، أو لأموتن دونه»، فخرج إليه حمزة بن عبد المطلب، فلما التقيا ضربه حمزة فأطَنَّ قدمه بنصف ساقه وهو دون الحوض، فوقع على ظهره تشخُب رجلُه دماً نحو أصحابه، ثم حبا إلى الحوض حتى اقتحم فيه، يريد أن تُبَرَّ يمينُه، ولكن حمزة ثنى عليه بضربة أخرى أتت عليه وهو داخل الحوض.
وردّاً على ذلك، خرج من جيش قريش ثلاثة رجال هم: عتبة بن ربيعة وأخوه شيبة بن ربيعة وابنه الوليد بن عتبة، وطلبوا المبارزة، فخرج إليهم ثلاثة من الأنصار وهم: عوف ومعوذ ابنا الحارث (وأمهما عفراء) وعبد الله بن رواحة، ولكن الرسول أرجعهم؛ لأنه أحب أن يبارزهم بعض أهله وذوي قرباه، وقيل أن رجال قريش هم من رفضوا مبارزة هؤلاء الأنصار، فقالوا لهم: «من أنتم؟»، قالوا: «رهط من الأنصار»، قالوا: «أكفاء كرام، ما لنا بكم حاجة، وإنما نريد بني عمنا»، ثم نادى مناديهم: «يا محمد، أخرج إلينا أكفاءنا من قومنا»، فقال الرسول محمد: «قم يا عبيدة بن الحارث، وقم يا حمزة، وقم يا علي»، وبارز حمزة شيبة فقتله، وبارز علي الوليد وقتله، وبارز عبيدة بن الحارث عتبة فضرب كل واحد منهما الآخر بضربة موجعة، فكرَّ حمزة وعلي على عتبة فقتلاه، وحملا عبيدة وأتيا به إلى الرسول محمد، ولكن ما لبث أن تُوفّي متأثراً من جراحته، وقد قال عنه الرسول محمد: «أشهد أنك شهيد»، وفي هؤلاء الستة نزلت هذه الآيات من سورة الحج: ﴿هَذَانِ خَصْمَانِ اخْتَصَمُوا فِي رَبِّهِمْ فَالَّذِينَ كَفَرُوا قُطِّعَتْ لَهُمْ ثِيَابٌ مِنْ نَارٍ يُصَبُّ مِنْ فَوْقِ رُءُوسِهِمُ الْحَمِيمُ ۝١٩ يُصْهَرُ بِهِ مَا فِي بُطُونِهِمْ وَالْجُلُودُ ۝٢٠ وَلَهُمْ مَقَامِعُ مِنْ حَدِيدٍ ۝٢١ كُلَّمَا أَرَادُوا أَنْ يَخْرُجُوا مِنْهَا مِنْ غَمٍّ أُعِيدُوا فِيهَا وَذُوقُوا عَذَابَ الْحَرِيقِ ۝٢٢ إِنَّ اللَّهَ يُدْخِلُ الَّذِينَ آمَنُوا وَعَمِلُوا الصَّالِحَاتِ جَنَّاتٍ تَجْرِي مِنْ تَحْتِهَا الْأَنْهَارُ يُحَلَّوْنَ فِيهَا مِنْ أَسَاوِرَ مِنْ ذَهَبٍ وَلُؤْلُؤًا وَلِبَاسُهُمْ فِيهَا حَرِيرٌ ۝٢٣ وَهُدُوا إِلَى الطَّيِّبِ مِنَ الْقَوْلِ وَهُدُوا إِلَى صِرَاطِ الْحَمِيدِ ۝٢٤﴾.
ولما شاهد جيش قريش قتل الثلاثة الذين خرجوا للمبارزة غضبوا وهجموا على المسلمين هجومًا عامًا، فصمد وثبت له المسلمون، وهم واقفون موقف الدفاع، ويرمونهم بالنبل كما أمرهم الرسول محمد، وكان شعارُ المسلمين: «أَحَد أَحَد»، ثم أمرهم الرسول بالهجوم قائلاً: «شدوا»، وواعدًا من يُقتل صابرًا محتسبًا بأن له الجنة، ومما زاد في نشاط المسلمين واندفاعهم في القتال سماعهم قول الرسول محمد: ﴿سَيُهْزَمُ الْجَمْعُ وَيُوَلُّونَ الدُّبُرَ ۝٤٥﴾.
ويؤمن المسلمون أن الله تعالى قلل المشركين في أعين المسلمين و قلل المسلمين في أعين المشركين. فقد كان الرسول قد رأى في منامه ليلة اليوم الذي التقى فيه الجيشان، رأى المشركين عددهم قليل، وقد قص رؤياه على أصحابه فاستبشروا خيرًا، جاء في القرآن: ﴿إِذْ يُرِيكَهُمُ اللَّهُ فِي مَنَامِكَ قَلِيلًا وَلَوْ أَرَاكَهُمْ كَثِيرًا لَفَشِلْتُمْ وَلَتَنَازَعْتُمْ فِي الْأَمْرِ وَلَكِنَّ اللَّهَ سَلَّمَ إِنَّهُ عَلِيمٌ بِذَاتِ الصُّدُورِ ۝٤٣ وَإِذْ يُرِيكُمُوهُمْ إِذِ الْتَقَيْتُمْ فِي أَعْيُنِكُمْ قَلِيلًا وَيُقَلِّلُكُمْ فِي أَعْيُنِهِمْ لِيَقْضِيَ اللَّهُ أَمْرًا كَانَ مَفْعُولًا وَإِلَى اللَّهِ تُرْجَعُ الْأُمُورُ ۝٤٤﴾. ومعنى الآيتين أن الرسول رأى المشركين في منامه قليلاً، فقصّ ذلك على أصحابه فكان ذلك سببًا لثباتهم. ووجه الحكمة في تقليل المسلمين في أعين المشركين هو أنهم إذا رأوهم قليلاً أقدموا على قتالهم غير خائفين ولا مبالين بهم، ولا آخذين الحذر منهم، فلا يقاتلون بجد واستعداد ويقظة وتحرز، ثم إذا ما التحموا بالقتال فعلاً تفجؤهم الكثرة فيبهتون ويهابون، وتُكسَر شوكتهم حين يرون ما لم يكن في حسابهم وتقديرهم، فيكون ذلك من أسباب خذلانهم وانتصار المسلمين عليهم
لقد ابتكر الرسول في قتاله مع أعدائه يوم بدر أسلوبًا جديدًا في مقاتلة الأعداء، لم يكن معروفًا من قبلُ عند العرب، فقاتل بنظام الصفوف، وهذا الأسلوب أشار إليه القرآن في سورة الصف في هذه الآية: ﴿إِنَّ اللَّهَ يُحِبُّ الَّذِينَ يُقَاتِلُونَ فِي سَبِيلِهِ صَفًّا كَأَنَّهُمْ بُنْيَانٌ مَرْصُوصٌ ۝٤﴾، وصفة هذا الأسلوب: أن يكون المقاتلون على هيئة صفوف الصلاة، وتقل هذه الصفوف أو تكثر تبعًا لقلة المقاتلين أو كثرتهم، وتكون الصفوف الأولى من أصحاب الرماح لصد هجمات الفرسان، وتكون الصفوف التي خلفها من أصحاب النبال، لتسديدها من المهاجمين على الأعداء، واتبع الرسولُ أسلوب الدفاع ولم يهاجم قوة قريش، وكانت توجيهاته التكتيكية التي نفذها جنوده سببًا في زعزعة مركز العدو، وإضعاف نفسيته، وبذلك تحقق النصر على العدو برغم تفوقه.
ويؤمن المسلمون أن الله تعالى قد ألقى في قلوب أعدائهم الرعب في غزوة بدر، كما يؤمنون أنه تعالى قد أنزل الملائكة تقاتل معهم أعداءهم، وأن إمداده للمؤمنين بالملائكة أمر قطعي ثابت لا شك فيه، فقد جاء في سورة الأنفال: ﴿إِذْ يُوحِي رَبُّكَ إِلَى الْمَلَائِكَةِ أَنِّي مَعَكُمْ فَثَبِّتُوا الَّذِينَ آمَنُوا سَأُلْقِي فِي قُلُوبِ الَّذِينَ كَفَرُوا الرُّعْبَ فَاضْرِبُوا فَوْقَ الْأَعْنَاقِ وَاضْرِبُوا مِنْهُمْ كُلَّ بَنَانٍ ۝١٢﴾، وفي سورة آل عمران: ﴿وَلَقَدْ نَصَرَكُمُ اللَّهُ بِبَدْرٍ وَأَنْتُمْ أَذِلَّةٌ فَاتَّقُوا اللَّهَ لَعَلَّكُمْ تَشْكُرُونَ ۝١٢٣ إِذْ تَقُولُ لِلْمُؤْمِنِينَ أَلَنْ يَكْفِيَكُمْ أَنْ يُمِدَّكُمْ رَبُّكُمْ بِثَلَاثَةِ آلَافٍ مِنَ الْمَلَائِكَةِ مُنْزَلِينَ ۝١٢٤﴾، كما قال الرسول محمد يوم بدر: «هذا جبريل آخذُ برأس فرسه عليه أداة الحرب»، وروي عن علي بن أبي طالب أنه قال: «فجاء رجل من الأنصار قصير بالعباس بن عبد المطلب أسيرًا، فقال العباس بن عبد المطلب: «يا رسول الله، إن هذا والله ما أسرني، لقد أسرني رجل أجلح من أحسن الناس وجهًا على فرس أبلق ما أراه في القوم»، فقال الأنصاري: «أنا أسرته يا رسول الله»، فقال: «اسكت فقد أيدك الله بملك كريم»».
وبدأت أمارات الفشل والاضطراب تظهر في صفوف قريش، واقتربت المعركة من نهايتها، وبدأت جموع قريش تفِرُّ وتنسحب، وانطلق المسلمون يأسرون ويقتلون حتى تمت على قريش الهزيمة.
وقُتل القائد العام لجيش قريش، وهو عمرو بن هشام المخزومي المعروف عند المسلمين باسم أبي جهل، فقد قتله غلامان من الأنصار هما معاذ بن عفراء ومعاذ بن عمرو بن الجموح، ويروي الصحابي عبد الرحمن بن عوف قصة مقتله فيقول:
| غزوة بدر | بينما أنا واقف في الصف يوم بدر، فنظرت عن يميني وشمالي، فإذا أنا بين غلامين من الأنصار حديثة أسنانهما، تمنيت لو كنت بين أضلع منهما، فغمزني أحدهما فقال: «يا عم هل تعرف أبا جهل؟»، قلت: «نعم، وما حاجتك إليه يا ابن أخي؟»، قال: «أُخبرت أنه يسب رسول الله ﷺ، والذي نفسي بيده لئن رأيته لا يفارق سوادي سواده حتى يموت الأعجل منا»، قال: فتعجبت لذلك، فغمزني الآخر فقال لي مثلها، فلم أنشب أن نظرت إلى أبي جهل يجول في الناس فقلت: «ألا تريان؟ هذا صاحبكما الذي تسألان عنه»، قال: فابتدراه بسيفيهما حتى قتلاه، ثم انصرفا إلى رسول الله ﷺ فأخبراه، فقال: «أيكما قتله؟»، فقال كل واحد منهما: «أنا قتلته»، فقال: «هل مسحتما سيفيكما؟»، قالا: «لا»، فنظر في السيفين فقال: «كلاكما قتله»، وقضى بسَلَبِه لمعاذ بن عمرو بن الجموح، وكانا معاذاً بن عفراء ومعاذاً بن عمرو بن الجموح. | غزوة بدر |

وقيل بل جرحاه حتى وقع على الأرض فأتاه عبد الله بن مسعود حين أرسله النبي ليلتمس أبا جهل في الجرحى فوجده حيا به رمق فقتله بسيفه وقطع رأسه وقدم به الى النبي ويروي في ذلك عد روايات عن ابن مسعود فقال 
| غزوة بدر | مَرَرْتُ فإذا أبو جَهلٍ صَريعٌ قد ضُرِبَت رِجْلُه، فقُلتُ: يا عَدُوَّ اللهِ، يا أبا جَهلٍ، قد أخزى اللهُ الأَخِرَ، قال: ولا أهابُه عند ذلك، فقال: أبعَدُ مِن رَجُلٍ قَتَله قَومُه! فضَرَبْتُه بسَيفٍ غَيرِ طائِلٍ، فلم يُغْنِ شَيئًا حتى سَقَط سَيفُه مِن يَدِه فضَرْبَتُه به حتَّى بَرَد | غزوة بدر |

ويروى في ذلك عن ابن مسعود أيضا فقال 
| غزوة بدر | وجدت أبا جهل، لعنه الله، في قتلى بدر وبه رمق فحززت رأسه، فجئت به إلى رسول الله صلى الله عليه وسلم فقلت: هذا والذي لا إله إلا هو رأس أبي جهل، فقال: «هذا والذي لا إله إلا هو رأس أبي جهل؟» ، قال وكانت يمين رسول الله صلى الله عليه وسلم، قلت: نعم، فوضعته بين يديه فحمد الله | غزوة بدر |

## بعد المعركة

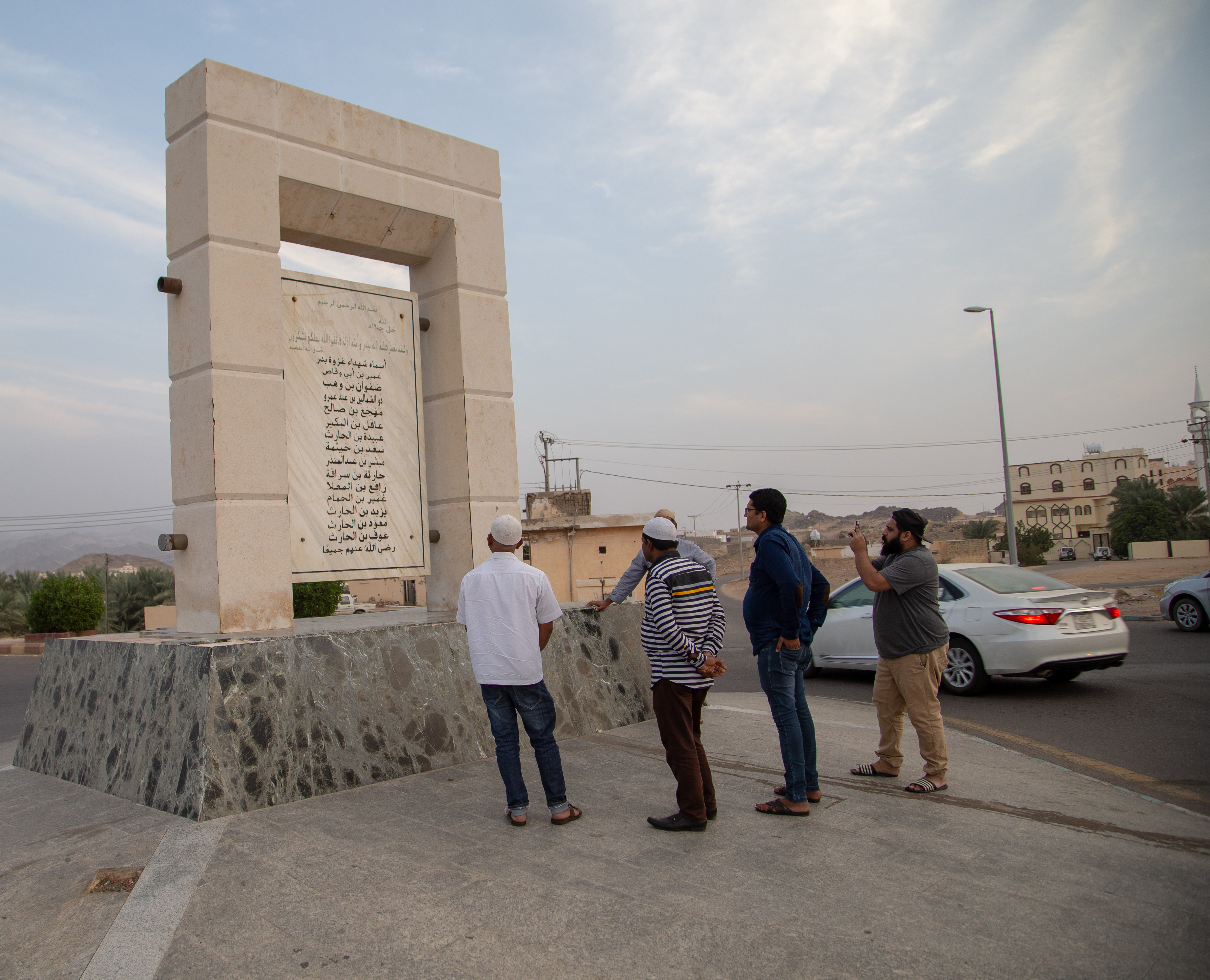
جدارية أسماء شهداء غزوة بدر.

انتهت معركة بدر بانتصار المسلمين على قريش، وكان قتلى قريش سبعين رجلاً، وأُسر منهم سبعون آخرون، وكان أكثرهم من قادة قريش وزعمائهم، وقُتل من المسلمين أربعة عشر رجلاً.
منهم ستة من المهاجرين هم:
1. عبيدة بن الحارث المطلبي القرشي.
2. عمير بن أبي وقاص الزهري القرشي.
3. صفوان بن وهب الفهري القرشي.
4. عاقل بن البكير الليثي الكناني.
5. ذو الشمالين بن عبد عمرو الخزاعي.
6. مهجع بن صالح العكي.

وثمانية من الأنصار هم:
1. سعد بن خيثمة الأوسي.
2. مبشر بن عبد المنذر العمري الأوسي.
3. يزيد بن الحارث الخزرجي.
4. عمير بن الحمام السَلَمي الخزرجي.
5. رافع بن المعلى الزرقي الخزرجي.
6. حارث بن سراقة النجاري الخزرجي.
7. معوذ بن الحارث النجاري الخزرجي.
8. عوف بن الحارث النجاري الخزرجي.

ولما تم النصر وانهزم جيش قريش أرسل الرسول محمد عبد الله بن رواحة وزيد بن حارثة ليبشرا المسلمين في المدينة بانتصار المسلمين وهزيمة قريش.
ومكث الرسول محمد في بدرٍ ثلاثة أيام بعد المعركة، فقد روي عن أنس أنه قال: «إنه ﷺ كان إذا ظهر على قومٍ أقام بالعرصة ثلاث ليال». ودُفن من قُتل من المسلمين في أرض المعركة، ولم يرد ما يشير إلى الصلاة عليهم، ولم يُدفن أحد منهم خارج بدر، ووقف الرسول محمد على القتلى من قريش فقال: «بئس عشيرة النبي كنتم لنبيكم، كذبتموني وصدقني الناس، وخذلتموني ونصرني الناس، وأخرجتموني وآواني الناس»، ثم أمر بهم، فسحبوا إلى قليب من قلب بدر فطُرحوا فيه، ثم وقف عليهم فقال: «يا عتبة بن ربيعة، ويا شيبة بن ربيعة، ويا فلان، ويا فلان، هل وجدتم ما وعدكم ربكم حقًا؟ فإني وجدت ما وعدني ربي حقًا»، فقال عمر بن الخطاب: «يا رسول الله! ما تخاطب من أقوام قد جيفوا؟»، فقال: «والذي نفس محمد بيده، ما أنتم بأسمع لما أقول منهم».

### أسرى قريش

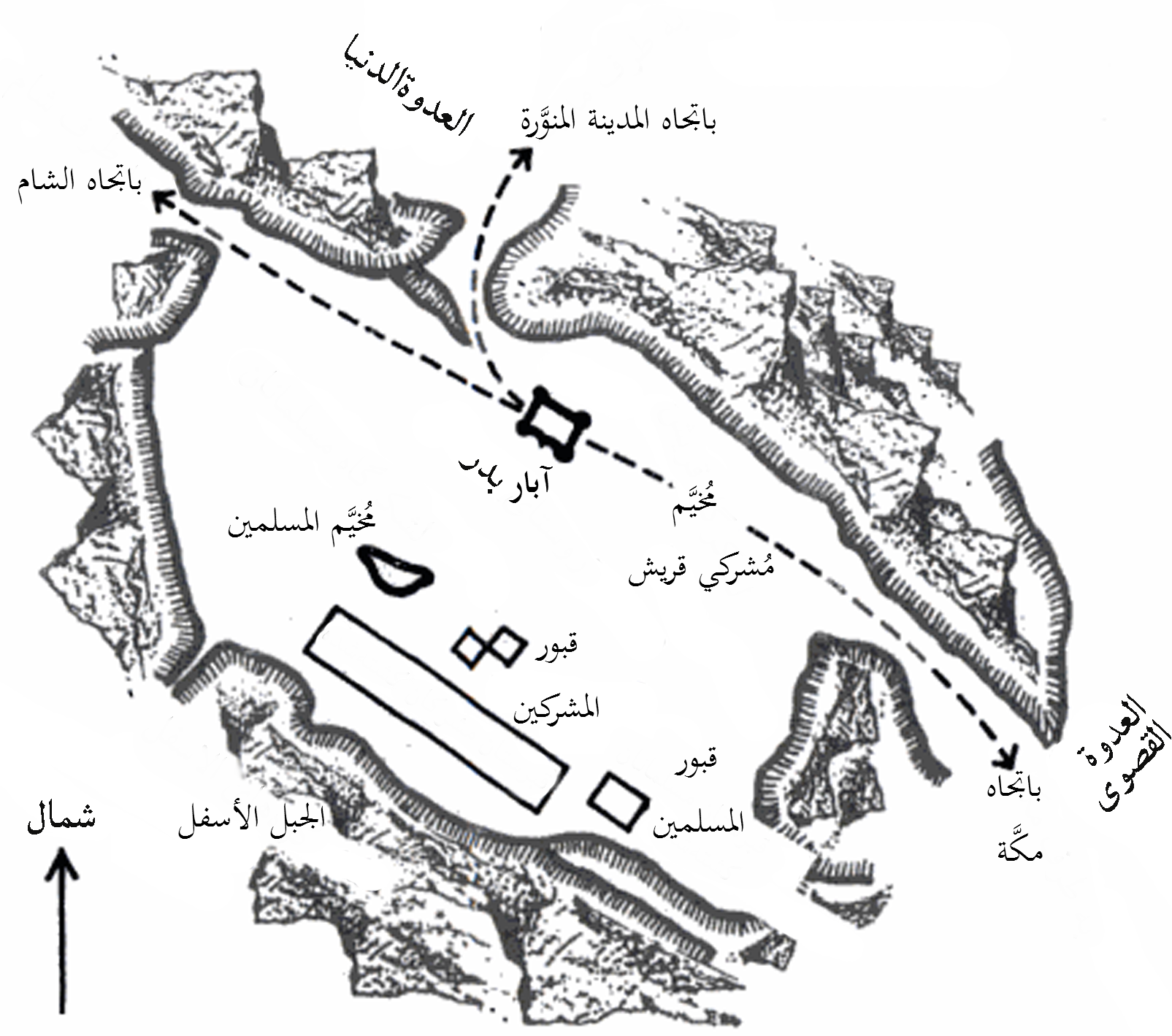
خريطة تُظهر موقعَ مُخيميّ المسلمين والمشركين وقبورَ كل من قتلى الفريقين

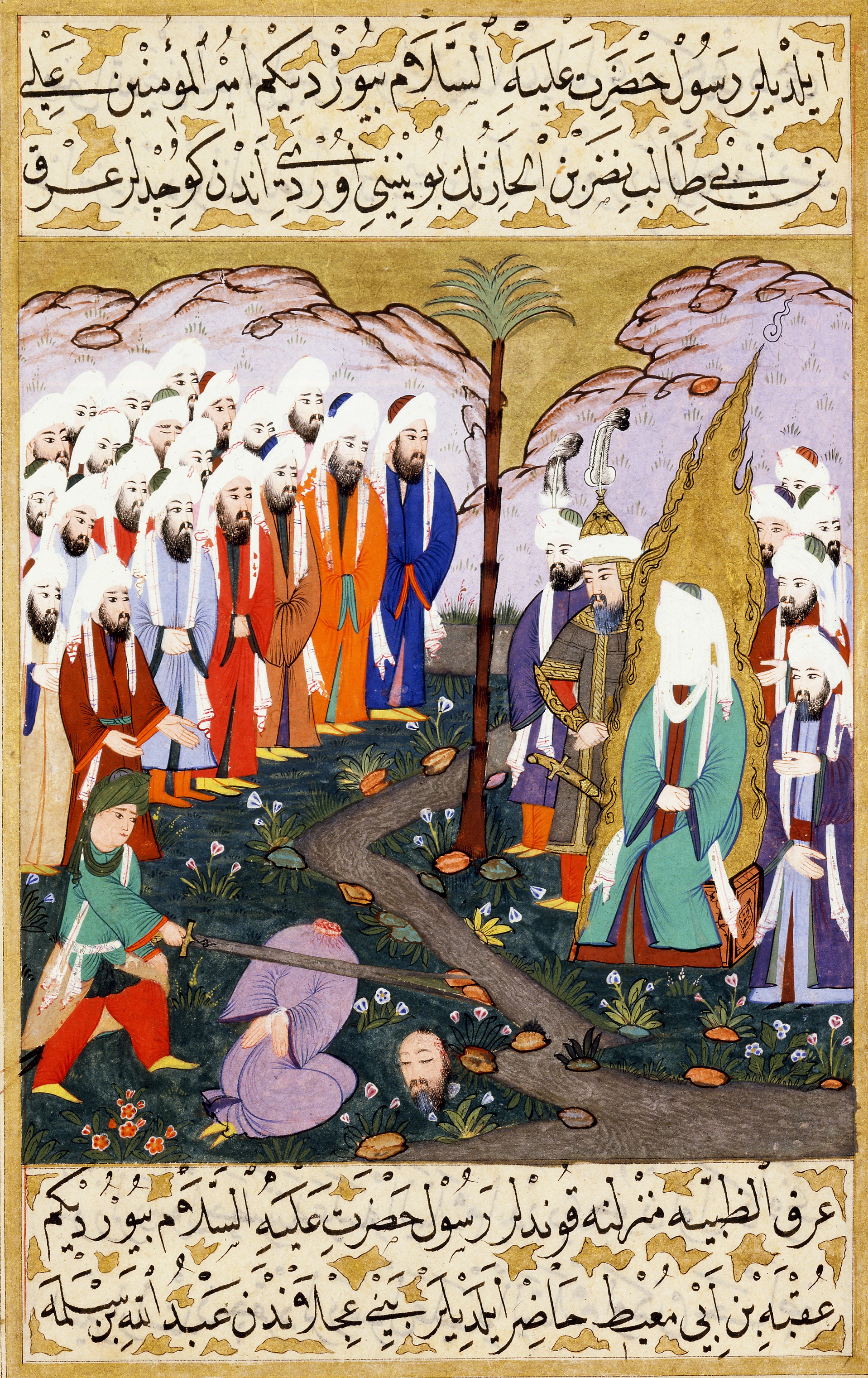
رسم تركي عثماني يَظهر فيه النضرُ بن الحارث بعد أن قتله المسلمون

لما انتصر المسلمون يوم بدر ووقع في أيديهم سبعون أسيراً، قال الرسول محمد: «ما تقولون في هؤلاء الأسرى؟»، فقال أبو بكر الصديق: «يا رسول الله قومك وأهلك، استبقهم واستأْنِ بهم لعل الله أن يتوب عليهم»، وقال عمر: «يا رسول الله، أخرجوك وكذبوك، قرِّبهم فاضرب أعناقهم»، وقال عبد الله بن رواحة: «يا رسول الله، انظر واديًا كثير الحطب، فأدخلهم فيه ثم اضرم عليهم نارًا»، فقال العباس: «قطعت رحمك»، فدخل الرسول محمد ولم يَرُدَّ عليهم شيئاً، فقال ناس: «يأخذ بقول أبي بكر»، وقال ناس: «يأخذ بقول عمر»، وقال ناس: «يأخذ بقول عبد الله بن رواحة»، فخرج عليهم الرسول محمد فقال: «إن الله ليلين قلوب رجال فيه حتى تكون ألين من اللبن، وإن الله ليشد قلوب رجال فيه حتى تكون أشد من الحجارة، وإن مثلك يا أبا بكر كمثل إبراهيم عليه السلام قال: «فَمَن تَبِعَنِي فَإِنَّهُ مِنِّي وَمَنْ عَصَانِي فَإِنَّكَ غَفُورٌ رَّحِيمٌ» ومثلك يا أبا بكر كمثل عيسى قال: ﴿إِنْ تُعَذِّبْهُمْ فَإِنَّهُمْ عِبَادُكَ وَإِنْ تَغْفِرْ لَهُمْ فَإِنَّكَ أَنْتَ الْعَزِيزُ الْحَكِيمُ ۝١١٨﴾، وإن مثلك يا عمر كمثل نوح إذ قال: ﴿وَقَالَ نُوحٌ رَبِّ لَا تَذَرْ عَلَى الْأَرْضِ مِنَ الْكَافِرِينَ دَيَّارًا ۝٢٦﴾، وإن مثلك يا عمر كمثل موسى قال: ﴿وَقَالَ مُوسَى رَبَّنَا إِنَّكَ آتَيْتَ فِرْعَوْنَ وَمَلَأَهُ زِينَةً وَأَمْوَالًا فِي الْحَيَاةِ الدُّنْيَا رَبَّنَا لِيُضِلُّوا عَنْ سَبِيلِكَ رَبَّنَا اطْمِسْ عَلَى أَمْوَالِهِمْ وَاشْدُدْ عَلَى قُلُوبِهِمْ فَلَا يُؤْمِنُوا حَتَّى يَرَوُا الْعَذَابَ الْأَلِيمَ ۝٨٨﴾»، ثم قال: «أنتم عالة، فلا ينفلتن منهم أحد إلا بفداء أو ضرب عنق»، قال عبد الله بن مسعود: «يا رسول الله، إلا سهيل بن بيضاء فإنه يذكر الإسلام»، فسكت الرسول محمد، يقول ابن مسعود: «فما رأيتُني في يوم أخوف أن تقع علي حجارة من السماء في ذلك اليوم»، حتى قال الرسول محمد: «إلا سهيل بن بيضاء»، فنزلت الآية: ﴿مَا كَانَ لِنَبِيٍّ أَنْ يَكُونَ لَهُ أَسْرَى حَتَّى يُثْخِنَ فِي الْأَرْضِ تُرِيدُونَ عَرَضَ الدُّنْيَا وَاللَّهُ يُرِيدُ الْآخِرَةَ وَاللَّهُ عَزِيزٌ حَكِيمٌ ۝٦٧﴾.
لقد كانت معاملة الرسول محمد للأسرى بأساليب متعددة، فهناك من قتله، وبعضهم قبل فيهم الفداء، والبعض الآخر منَّ عليهم، وآخرون اشترط عليهم تعليم عشرة من أبناء المسلمين مقابل المنِّ عليهم. وكان الذين قتلهم المسلمون من الأسرى في بدر: عقبة بن أبي معيط والنضر بن الحارث، ويرى المسلمون أن قتلهم ضرورة تقتضيها المصلحة العامة لدعوة الإسلام الفتية، فقد كانا من أكبر دعاة الحرب ضد الإسلام، فبقاؤهما يعد مصدر خطر كبير على الإسلام، فقد كان النضر بن الحارث يؤذي الرسول محمداً وينصب له العداوة، وكان قد قدم الحيرة، وتعلم بها أحاديث ملوك الفرس وأحاديث رستم وإسفنديار، فكان إذا جلس الرسول محمد مجلسًا فذكَّر فيه بالله، وحذر قومه ما أصاب قبْلَهم من الأمم من نقمة الله، خلفه في مجلسه إذا قام، ثم قال: «أنا والله يا معشر قريش أحسن حديثًا منه، فهلم إليَّ فأنا أحدثكم أحسن من حديثه»، ثم يحدثهم عن ملوك فارس ورستم وإسفنديار، ثم يقول: «بماذا محمد أحسن حديثًا مني؟». فلما أسره المسلمون أمر الرسول محمد بقتله، فقتله علي بن أبي طالب.

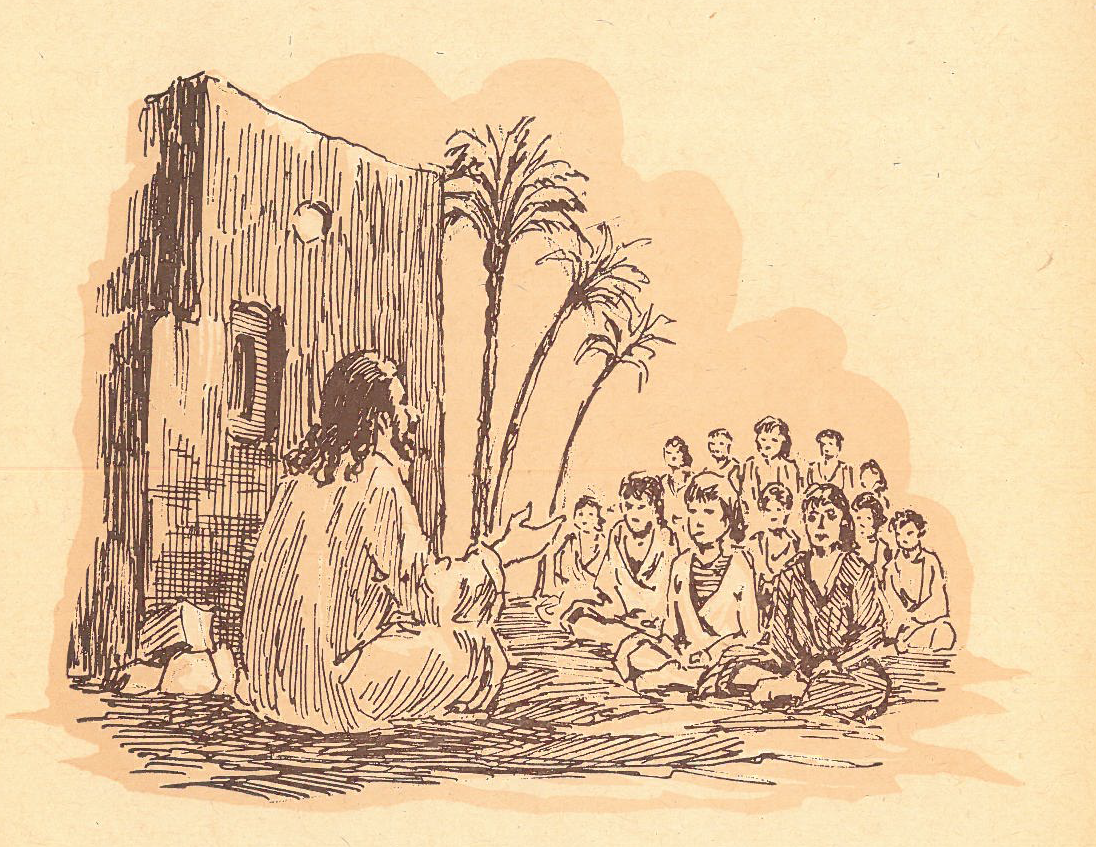
أحد أسرى قُريش وهو يُعلِّم أولاد المُسلمين لقاء حُريَّته.

ولما رجع الرسول محمد إلى المدينة المنورة فرَّق الأسرى بين أصحابه، وقال لهم: «استوصوا بهم خيرًا»، وقد روي عن أبي عزيز بن عمير أخي مصعب بن عمير أنه قال: «كنت في الأسرى يوم بدر، فقال رسول الله ﷺ: «استوصوا بالأسارى خيرًا»، وكنت في نفر من الأنصار، فكانوا إذا قدموا غداءهم وعشاءهم أكلوا التمر، وأطعموني البُرَّ لوصية رسول الله ﷺ».
وقال أبو العاص بن الربيع: «كنت في رهط من الأنصار جزاهم الله خيرًا، كنا إذا تعشينا أو تغدينا آثروني بالخبز وأكلوا التمر، والخبز معهم قليل، والتمر زادهم، حتى إن الرجل لتقع في يده كسرة فيدفعها إليَّ»، وكان الوليد بن الوليد بن المغيرة يقول مثل ذلك ويزيد: «وكانوا يحملوننا ويمشون».
وبعثت قريش إلى الرسول محمد في فداء أسراهم، ففدى كلُّ قوم أسيرَهم بما رضوا، وكان ناس من الأسرى يوم بدر ليس لهم فداء، فجعل الرسول فداءهم أن يعلِّموا أولاد الأنصار الكتابة، وبذلك شرع الأسرى يعلِّمون غلمان المدينة القراءة والكتابة، وكل من يعلِّم عشرة من الغلمان يفدي نفسه. وكان أَبُو وَدَاعَةَ أول من افْتُدِىَ من الأسرى

### نتائج المعركة
كان من نتائج غزوة بدر أن قويت شوكة المسلمين، وأصبحوا مرهوبين في المدينة وما جاورها، كما أصبح للدولة الإسلامية الجديدة مصدرٌ للدخل من غنائم الجهاد؛ وبذلك انتعش حال المسلمين المادي والاقتصادي بما غنموا من غنائم بعد بؤس وفقر شديدين داما تسعة عشر شهرًا.
أما نتائج الغزوة بالنسبة لقريش فكانت خسارة فادحة، فقد قُتل فيها أبو جهل عمرو بن هشام وأمية بن خلف وعتبة بن ربيعة وغيرهم من زعماء قريش الذين كانوا من أشد القرشيين شجاعةً وقوةً وبأسًا، ولم تكن غزوة بدر خسارة حربية لقريش فحسب، بل خسارة معنوية أيضاً، ذلك أن المدينة لم تعد تهدد تجارتها فقط، بل أصبحت تهدد أيضاً سيادتها ونفوذها في الحجاز كله.
وقال ابن إسحاق إن قريشاً "خَافُوا طَرِيقَهُمْ الَّذِي كَانُوا يَسْلُكُونَ إلَى الشَّأْمِ، حِينَ كَانَ مِنْ وَقْعَةِ بَدْرٍ مَا كَانَ، فَسَلَكُوا طَرِيقَ الْعِرَاقِ"، فخرجت منهم قافلة للتجارة فتصدّى لهم المسلمون في سريّة قادها زيد بن حارثة وأدركهم في ماء من مياه نجد، فصارت قريش بعدئذٍ محاصرة من الشرق والشمال.

## موقع بدر

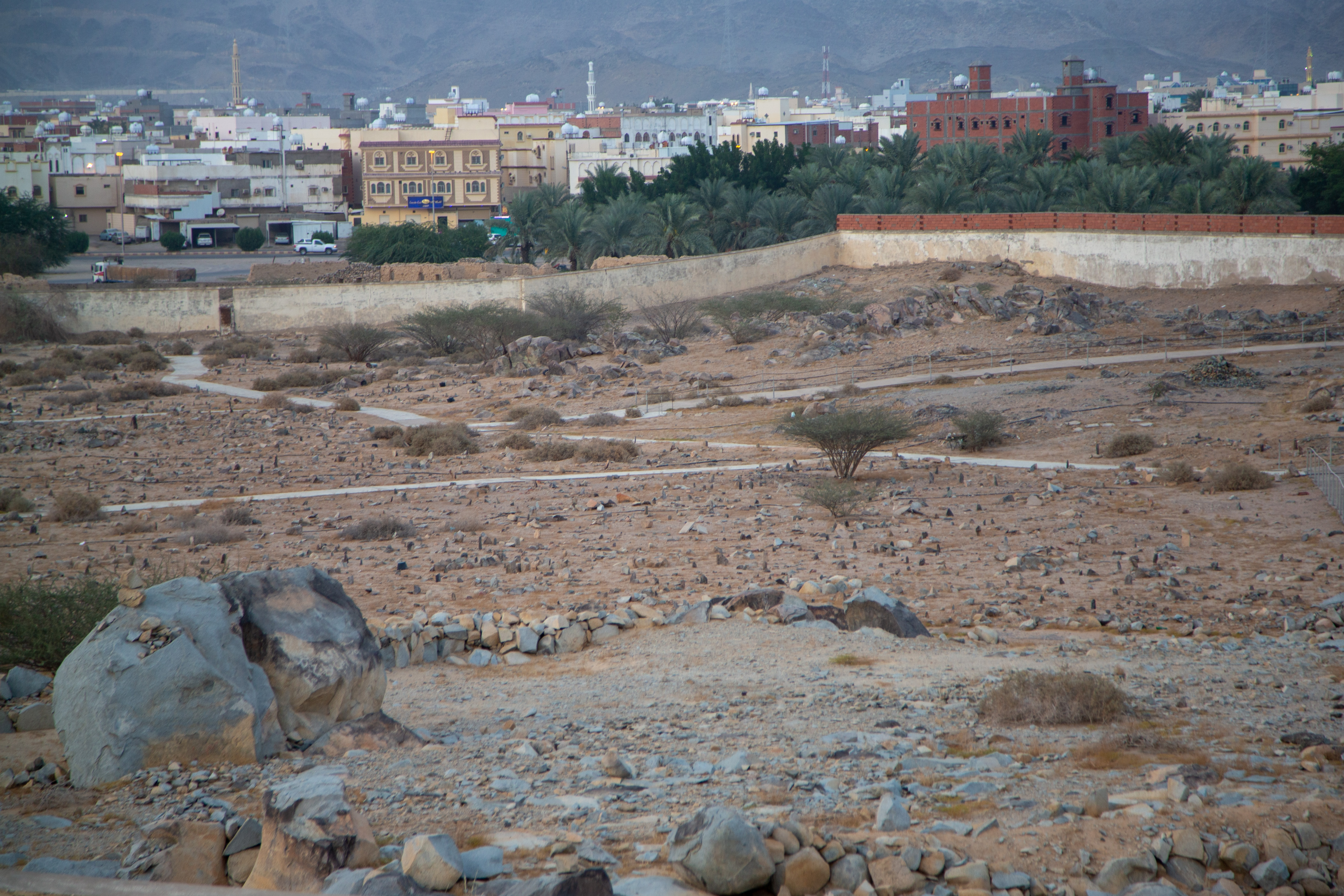
موقع غزوة بدر في الوقت الحالي

تقع بدر جنوب غرب المدينة المنورة، والمسافة بينها وبين المدينة بطرق القوافل القديمة التي سلكها الرسول حوالي 257,5 كيلومتراً (160 ميلاً)، كما أنها تقع شمالي مكة، والمسافة بينها وبين مكة بطرق القوافل القديمة التي سلكها جيش قريش حوالي 402,3 كيلومتراً (250 ميلاً).
أما المسافة اليوم بين مكة وبدر بطرق السيارات فهي 343 كيلومتراً، والمسافة بين المدينة وبدر بهذا الطريق هي 153 كيلومتراً، وأما المسافة بين بدر وساحل البحر الأحمر الواقع غربيها فهي حوالي ثلاثين كيلومتراً.

## غزوة بدر في الأدب والثقافة
يَعُدّ المسلمون غزوةَ بدرٍ مصدرَ فخرٍ لهم ولتاريخهم، ولذلك فقد تعددت القصائد التي تتناول هذه الغزوة قديماً وحديثاً، ومن أشهر هذه القصائد قصيدة الصحابي حسان بن ثابت التي يقول فيها:
وكان أيضاً مما قيل من الشعر في يوم بدر، وترادَّ به المسلمون بينهم لِما كان فيه، قول الصحابي حمزة بن عبد المطلب:

## غزوة بدر في السينما والتليفزيون
مُثِّلت غزوة بدر في فيلم الرسالة الذي أخرجه المخرج السوري مصطفى العقاد، ولعب فيه دورَ حمزة بن عبد المطلب الممثلُ عبد الله غيث (والممثل أنتوني كوين في النسخة الإنجليزية من الفيلم)، ولعب دورَ أبي جهل الممثلُ حسن الجندي. ومثلت غزوة بدر أيضاً في مسلسل عمر بن الخطاب الذي عرض لأول مرة في شهر رمضان عام 2012م.

## وصلات خارجية
- غزوة بدر الكبرى.. يوم الفرقان - موقع قصة الإسلام.
- غزوة بدر الكبرى أول معركة من معارك الإسلام الفاصلة - موقع الرحيق المختوم.
- غزوة بدر الكبرى.. وعلاقة القائد بجنده - موقع صيد الفوائد.

| قبلها: غزوة بدر الأولى | غزوات الرسول غزوة بدر | بعدها: غزوة بني سليم |